# Vitez tame
Vitez tame (eng. The Dark Knight) film je Christophera Nolana iz 2008. o liku Batmana iz stripova DC Comicsa, odnosno drugi dio Nolanova filmskog serijala o Batmanu i nastavak filma Batman: Početak. Christian Bale reprizira glavnu ulogu. Radnja filma fokusira se na Batmanovu borbu s novim zlikovcem, Jokerom (Heath Ledger) i njegov odnos s okružnim tužiteljem Harveyjem Dentom (Aaron Eckhart) i njegovom starom prijateljicom i simpatijom, pomoćnicom okružnog tužitelja Rachel Dawes (Maggie Gyllenhaal).
Nolan je inspiraciju za koncept filma pronašao u Jokerova prva dva pojavljivanja u stripovima i izdanju Batman: The Long Halloween. Vitez tame većim je dijelom sniman u Chicagu, kao i na nekoliko drugih lokacija u Sjedinjenim Državama i Hong Kongu. Za neke su sekvence, uključujući Jokerovo prvo pojavljivanje u filmu, korištene IMAX kamere.
22. siječnja 2008., nakon što je završio snimanje Viteza tame, Heath Ledger je umro od predoziranja lijekovima što je dovelo do velikog zanimanja medija i obožavatelja. Warner Bros. je ubrzo pokrenuo marketinšku kampanju pokrećući nove internetske stranice i objavljujući trailere na kojima je dominirao Ledger u ulozi Jokera. Film je u Australiji objavljen 16. srpnja 2008., 18. srpnja u Sjevernoj Americi i 24. srpnja u Ujedinjenom Kraljevstvu. Prije sjevernoameričke premijere zabilježena je rekordna prodaja ulaznica. Film je naišao na pozitivne recenzije te postao drugim filmom koji je zaradio 500 milijuna dolara na sjevernoameričkom box officeu, zabilježivši još brojne rekorde. 

## Radnja
U Gotham Cityju, Joker sa svojim pomagačima opljačka banku u posjedu mafije. Pobije svoje pomagače i pobjegne sam. Te noći, trojac Batmanovih imitatora prekine sastanak između mafijaša i Strašila. Pojavljuje se i pravi Batman i pohvata sve kriminalce i varalice, ali ga ugrize pas što ga natjera promijeni dizajn kostima. Batman i poručnik James Gordon počnu se dogovarati kako će u svoju borbu protiv organiziranog kriminala uvesti okružnog tužitelja Harveyja Denta jer bi on mogao postati javni junak kakav Batman nikad ne bi mogao biti. Bruce Wayne naleti na zajedničku večeru Rachel Dawes i Denta, i nakon razgovora s Dentom odluči prirediti zabavu za prikupljanje sredstava za njega.
Nakon što su se mafijaški šefovi sastali kako bi razgovarali o Batmanu, Gordonu i Dentu, kineski mafijaški računovođa ih obavijesti kako je skrio njihov novac kako bi osujetio Gordonov plan da zamrzne sva njihova sredstva. Iznenada stiže Joker i ponudi im da ubije Batmana za pola njihova novca, ali oni odbijaju ponudu. Nakon što Batman otme Laua u Hong Kongu i isporuči ga policiji Gotham Cityja, mafijaši se slože da unajme Jokera. Joker objavi da će, ako se Batman ne pojavi u javnosti i otkrije svoj identitet, svaki dan ubijati ljude. Nakon što načelnik Gillian B. Loeb i sudac koji je vodio suđenje mafijašima bivaju ubijeni, Wayne se odluči otkriti svoj identitet. No, prije nego što je to učinio, Dent na konferenciji za novinare izjavi da je on Batman. Uhite ga u namjeri da navuku Jokera da se pojavi. Joker pokuša zaustaviti policijski konvoj koji prevozi Denta, ali Batman i Gordon interveniraju i uhite ga; Gordon biva izabran za novog načelnika policije.
Kasnije te noći, nakon što Dent i Rachel nestanu, Batman počne ispitivati Jokera u policijskoj postaji. Joker mu otkrije kako ih je zarobila korumpirana policija te da su smješteni u skladišta puna eksploziva na suprotnim stranama grada; toliko su daleko da ih Batman ne može spasiti oboje. Batman odlazi kako bi spasio Rachel, dok Gordon i policija odlaze po Denta. Uz pomoć bombe postavljene u policijskoj postaji, Joker pobjegne s Lauom. Nakon što ga je Joker prevario, davši mu pogrešne adrese, Batman stiže na Dentovu lokaciju na vrijeme da ga spasi, no Dentova lijeva polovica lica ostaje spaljena u požaru. Gordon ne stiže na vrijeme kako bi spasio Rachel, a ona pogiba. U bolnici, Dent poludi zbog gubitka Rachel. Nakon što je spalio Laua s polovicom mafijina novca, Joker odlazi u bolnicu da nagovori Denta na osvetu protiv korumpirane policije i mafijaša odgovornih za Rachelinu smrt, kao i protiv Batmana i Gordona.
Dent počne osobnu osvetu obračunavajući se s policajcima i mafijašima, odlučujući o njihovoj sudbini bacanjem novčića. Joker objavi javnosti da će svi koji do ponoći ostanu u Gothamu biti u njegovoj milosti i nemilosti. Nakon što su zatvoreni mostovi i tuneli zbog Jokerove prijetnje bombama, vlasti počnu evakuirati ljude trajektima. Joker postavi eksploziv na dva trajekta - jedan koji prevozi osuđenike, i drugi s civilima - rekavši putnicima da je jedini način da se spase da aktiviraju eksploziv na drugom trajektu; inače će u ponoć uništiti oba broda.
Batman pronađe Jokera i spriječi ga u njegovoj namjeri da uništi trajekte nakon što su putnici na oba broda odlučili ne uništiti onaj drugi. Joker prizna da je Batman uistinu nepotkupljiv, ali da Dent nije bio, a njegovo je ludilo pušteno na grad. Onesposobivši Jokera i ostavivši ga specijalcima, Batman krene u potragu za Dentom. Među ostacima zgrade u kojoj je poginula Rachel, Batman pronađe Denta kako drži Gordona i njegovu obitelj na nišanu. Dent odluči dokazati nevonost Batmana i Gordonova sina bacanjem novčića. Pogodi Batmana u abdomen, ali prije nego što je uspio odlučiti o dječakovoj sudbini, Batman ga napadne, a obojica padnu sa zgrade. Dent umire, a Batman i Gordon shvate kako bi u gradu nestalo moralnog kodeksa ako se sazna za Dentova ubojstva. Batman nagovori Gordona da održi Dentov imidž držeći njega odgovornim za ubojstva. Gordon uništi Bat-signal nakon čega počinje potjera za Batmanom.

## Glumci
Christian Bale kao Bruce Wayne / Batman: Milijarder posvećen zaštiti Gotham Cityja od kriminalnog podzemlja. Bale je izjavio kako je bio siguran u svoj izbor da se vrati za ulogu zbog pozitivnih ocjena njegove izvedbe u filmu Batman: Početak. Vježbao je borilačku metodu keysi te izveo većinu svojih kaskaderskih scena, ali nije nabio mišićnu masu kao u prethodnom filmu jer mu je novi kostim omogućavao da bude okretniji.
Glumac je opisao Batmanovu dilemu kao "je li njegov pohod nešto što ima kraj. Može li odustati i početi voditi obični život? Da bi netko mogao nešto takvo raditi, mora imati manijakalni intenzitet da bi zadržao strast i srdžbu koju je osjećao kao dijete. U nekim trenucima morate istjerati svoje demone." Dodao je, "Sada imate ne samo mladića koji pati pokušavajući pronaći neki odgovor, imate nekog tko ima moć, koga ta moć opterećuje, nekoga tko mora razbrati razliku između dostizanja te moći i oslanjanja na nju." Bale je smatrao kako bi bilo malo vjerojatno da će zlikovci zasjeniti njegov lik jer je njegova osobnost uspostavljena u prvom filmu: "Nije mi problem natjecati se s nekime. To će samo učiniti film boljim."
Heath Ledger kao Joker: Ledger je opisao Jokera riječima "klaun psihopat, masovni ubojica, shizofrenik bez suosjećanja". Nolan je htio raditi Ledgerom na više projekata u prošlosti, ali nije bio u stanju. Nakon što je glumac vidio Batman: Početak, shvatio je na koji će način lik učiniti konzistentnim s tonom filma, a Nolan se složio s njegovom anarhičnom interpretacijom. Kako bi se pripremio za ulogu, Ledger je mjesec dana živio sam u hotelskoj sobi, osmišljavajući Jokerovo držanje, glas i osobnost. Vodio je dnevnik u kojem je bilježio Jokerove misli i osjećaje. Iako je to u početku smatrao teškim, Ledger je s vremenom osmislio glas koji se razlikovao od onog kojeg je glumio Jack Nicholson u Batmanu Tima Burtona iz 1989. Dali su mu i Batman: The Killing Joke i Arkham Asylum: A Serious House on Serious Earth, koje se "trudio pročitati i svladati". Ledger je naveo i Paklenu naranču i Sida Viciousa kao "rane polazne točke za Christiana [Balea] i mene. Ali smo vrlo brzo odustali od toga i otišli u sasvim drugi svijet." "U njemu ima svega. Nema ničega dosljednog", rekao je Ledger, dodavši "Za njega ima još nekoliko iznenađenja." Prije nego što je Ledger u srpnju 2006. potvrdio da će igrati Jokera, zanimanje za ulogu su potvrdili i Paul Bettany, Lachy Hulme, Adrien Brody, Steve Carell i Robin Williams.
22. siječnja 2008., nakon što je dovršio snimanje Viteza tame, Ledger je umro od predoziranja lijekovima što je dovelo do velike medijske pozornosti i odavanja počasti. "Bilo je iznimno tužno kad je umro, vraćati se i gledati ga svaki dan," prisjetio se Nolan. "No, istina je da se osjećam sretno što imam raditi nešto produktivno, imati izvedbu na koju je bio vrlo, vrlo ponosan i koju mi je povjerio da je dovršim." Sve Ledgerove scene pojavljuju se onakve kakve su snimljene; Nolan u montaži nije dodavao nikakve "digitalne efekte" kako bi postumno izmijenio Ledgerovu izvedbu. Nolan je posvetio film dijelom u Ledgerovu uspomenu, kao i u uspomenu na tehničara Conwaya Wickliffea koji je poginuo u prometnoj nesreći dok je pripremao jednu kaskadersku scenu.
Aaron Eckhart kao Harvey Dent / Dvolični: Okružni tužitelj Gotham Cityja kojeg proglašavaju "Bijelim vitezom" Gothama; Dentov sukob s Jokerom ga pretvara u osvetnika žednog krvi koji se naziva "Dvolični". Wayne gleda Denta kao svojeg nasljednika. Iako je Dvolični u stripovima zli negativac, Nolan ga je odlučio portretirati kao poludjelog osvetnika koji se uživljava u ulogu Batmanove suprotnosti; baš kao i u pričama Douga Moencha, i Eckhart, koji je glumio korumpirane ljude u filmovima kao što su Crna Dalija, Hvala što pušite i Vučje bratstvo, naglašava: "On je i dalje iskren prema sebi. On je borac protiv kriminala, on ne ubija poštene ljude. On nije negativac, ne u potpunosti.", iako je dodao: "Zanima me kako pošten čovjek kreće putem prema dolje." Nolan i David S. Goyer isprva su mislili iskoristiti Denta u Batman: Početak, ali su ga zamijenili likom Rachel Dawes kad su shvatili "da ne odgovara priči". Prije nego što je u veljači 2007. izabran Eckhart, zanimanje za ulogu su izrazili Liev Schreiber, Josh Lucas i Ryan Philippe. Nolan je izabrao Eckharta kojeg je imao u vidu i za glavnu ulogu u Mementu, navevši njegove "izvanredne" glumačke sposobnosti, njegovo utjelovljenje "kvaliteta sveameričkog junaka" u stilu Roberta Redforda.
Michael Caine kao Alfred Pennyworth: Vjerni batler Brucea Waynea i njegov savjetnik koji se brine za njegovo imanje. Njegovi savjeti Wayneu i aureola očinske figure doveli su do toga da ga nazovu "Batmanov batman".
Gary Oldman kao James Gordon: Poručnik policije Gotham Cityja i jedan od tek nekoliko policajaca koji nije korumpiran. S Batmanom i Dentom formira suptilni i neslužbeni savez. Nakon što je Joker ubio načelnika Loeba, Gordona gradonačelnik Garcia promiče na najvišu poziciju. Oldman je opisao svoj lik kao "nepotkupljiva, čestita, snažna, junačkog, ali nedorečena". Nolan je objasnio kako u "The Long Halloween postoji sjajan odnos između Harveyja Denta, Gordona i Batmana, a taj je strip uvelike utjecao na naše odluke." Oldman je dodao "Gordon mu se na kraju divi, ali Batman je na kraju više nego ikad vitez tame, autsajder. Sada me zanima: ako postoji treći, što će on napraviti?" Zaključio je kako pojavljivanje u nastavku uopće ne ovisi hoće li uloga biti veća nego u prethodnom filmu.
Maggie Gyllenhaal kao Rachel Dawes: Pomoćnica okružnog tužitelja Gotham Cityja i prijateljica iz djetinjstva Brucea Waynea; ona je jedna od rijetkih koja zna tko je uistinu Batman. Gyllenhaal je ulogu preuzela od Katie Holmes koja ju je glumila u Batman: Početak. U kolovozu 2005. pojavila su se nagađanja kako će Holmes reprizirati ulogu, ali je u siječnju 2007. odbila tu mogućnost zbog preklapanja u rasporedu snimanja. Ulogu je u ožujku iste godine preuzela Gyllenhaal. Gyllenhaal je rekla kako je njen lik u velikoj mjeri dama u nevolji, no dodala je kako je redatelj Nolan tražio načine kako bi ga ojačao, pa "Rachel daje do znanja što joj je u životu važno te da ne namjerava kompromitirati svoj moralni kodeks, što je lijepa promjena" u odnosu na mnoge dvolične likove koje je prije toga portretirala.
Morgan Freeman kao Lucius Fox: Novopečeni predsjednik uprave Wayne Enterprises koji je sada potpuno svjestan dvostrukog života svog poslodavca. Osim svojih menadžerskih dužnosti, pomaže Batmanu oko opreme.
Cillian Murphy kao Jonathan Crane / Strašilo, kojeg Batman uhvati pri početku filma.
Eric Roberts kao Sal Maroni, gangster koji je preuzeo mafiju Carminea Falconea. Za ulogu su se prijavili i Bob Hoskins i James Gandolfini.
Colin McFarlane kao Gillian B. Loeb, načelnik policije Gothama sve dok ga Joker nije ubio.
U ulogama gothamskih službenika u filmu se pojavljuju: Nestor Carbonell kao gradonačelnik Anthony Garcia, Keith Szarabajka kao detektiv Gerard Stephens, Monique Curnen kao Anna Ramirez, Ron Dean kao deketiv Michael Wuertz. Iako je Stephens dobar i pošten policajac, potonji dvoje su korumpirani te izdaju Harveyja Denta i Rachel Dawes Jokeru. U filmu nastupaju i Anthony Michael Hall kao izvjetitelj gothamske kabelske televizije Mike Engel, Joshua Harto kao Coleman Reese, Melinda McGraw i Nathan Gamble kao Gordonovi žena i sin, te Tom Lister, Jr. kao zatvorenik u jednom od trajekata. U ulogama kriminalaca pojavljuju se Chin Han kao kineski račuonovođa Lau, Michael Jai White kao vođa bande Gambol i Ritchie Coster kao Chechen.
William Fitchner je direktor Gothamske nacionalne banke, a na njegov angažman je utjecala i njegova uloga u Vrućini Michaela Manna iz 1995. Glazbenik Dwight Yoakam se prijavio za uloge direktora i korumpiranog policajca, no odlučio se posvetiti svojem albumu Dwight Sings Buck. U cameo ulozi pojavio se američki senator Patrick Leahy, obožavatelj serijala o Batmanu koji je 1997. bio statist u filmu Batman i Robin, a bio je i gost pripovjedač u animiranoj seriji o Batmanu. Leahy u ovom filmu glumi gosta koji prkosi Jokeru na dobrotvornoj večeri u organizaciji Brucea Waynea.

## Produkcija

### Razvoj
"Dok smo pregledavali stripove, naišli smo na fascinantnu ideju da Batmanova prisutnost u Gothamu zapravo privlači kriminalce u Gotham, privlači ludilo. Kad se bavite diskutabilnim predodžbama kao što su ljudi koji uzimaju zakon u svoje ruke, morate se zapitati, gdje to vodi? To je ono što lik čini stvarno mračnim, jer on izražava osvetnički poriv."

Prije premijere filma Batman: Početak, scenarist David S. Goyer je napisao skicu scenarija za dva nastavka u kojima se prvi put pojavljuju Joker i Harvey Dent. Njegova originalna namjera bila je da Joker unakazi Denta tijekom suđenja Jokeru u trećem filmu, čime bi preobrazio Denta u Two-Facea. Goyer, koji je napisao prvu verziju filma, naveo je strip u 13 izdanja Batman: The Long Halloween DC Comicsa kao glavni utjecaj na njegovu priču. Iako isprva nije bio siguran želi se vratiti režiranju nastavka, Nolan je htio vratiti Jokera na velike ekrane, ali u drugoj interpretaciji. Warner Bros. je 31. srpnja 2006. službeno najavio produkciju nastavka filma Batman: Početak nazvanog Vitez tame; to je prvi igrani film o Batmanu bez riječi "Batman" u naslovu, što je Bale objasnio riječima kako je "ovaj moj i Chrisov prikaz Batmana drugačiji od bilo kojeg drugog."
Nakon mnogo istraživanja, Nolanov brat i suscenarist, Jonathan, predložio je Jokerova prva dva pojavljivanja u prvom izdanju Batmana (1940.), kao ključne utjecaje. Jerry Robinson, jedan od Jokerovih sukreatora, bio je konzultiran zbog prikaza lika. Nolan je odlučio izbjeći široku priču o Jokerovu podrijetlu te umjesto toga prikazati njegov uspon do moći. "Joker kojeg susrećemo u Vitezu tame je potpuno formiran... Za mene, Joker je savršen. Za njega nema nijanse sive - mozda nijanse ljubičastog. Nevjerojatno je mračan. Eksplodira baš kao u stripovima.", rekao je redatelj za MTV News. Nolan je slično ponovio i u intervjuu za IGN: "U ovom filmu nismo htjeli priču o Jokerovu podrijetlu jer je ključni dio priče onaj o Harveyju Dentu; Joker je prikazan kao savršenstvo. To je vrlo uzbudljiv i važan element, ali htjeli smo da priča govori o usponu Jokera, a ne njegovim počecima." Nolan je sugerirao kako je strip Batman: The Killing Joke bio utjecaj za dio Jokerova dijaloga u kojem kaže kako je bilo tko mogao postati kao on pod istim okolnostima.
Nolan je naveo i Vrućinu kao "neki oblik inspiracije" koja je pomogla "da ispričam jako veliku, gradsku priču ili priču o gradu": "Ako želite opisivati Gotham, morate mu dati težinu i opseg i dubinu. Na kraju govorite o političkim figurama, medijskim figurama. To je dio strukture koja drži grad na okupu."
Prema Nolanovim riječima, važna tema nastavka je "eskalacija", produživanje završetka Batman: Početak. Naglasio je, "stvari se moraju pogoršati prije nego što se poboljšaju". Iako je nagovijestio kako će Vitez tame nastaviti s temama iz svog prethodnika, uključujući sukob pravde i osvete i odnos Brucea Waynea i njegova oca, Nolan je naglasio da će nastavak prikazati Waynea kao detektiva, aspekt njegova lika koji nije do kraja razvijen u Batman: Početak. Redatelj je objasnio prijateljsko rivalstvo između Brucea Waynea i Harveyja Denta kao "kralježnicu" filma. Odlučio je i sažeti ukupnu priču čime je Harvey Dent u Vitezu tame postao Two-Face i dodao emocionalnu boju koju nemilosrdni Joker ne bi mogao ponuditi.

### Snimanje
Dok je pregledavao lokacije za snimanje u listopadu 2006., lokacijski menadžer Robin Higgs je posjetio Liverpool, koncentrirajući se uglavnom na dokove. Drugi kandidati bili su Yorkshire, Glasgow i dijelovi Londona. U kolovozu iste godine jedan od producenata, Charles Roven, izjavio je da će početak snimanja početi u ožujku 2007., no ono je odgođeno za travanj. Kako se film trebao prikazivati u IMAX kinima, Nolan je četiri glavne sekvence snimao u tom formatu, uključujući uvod s Jokerom, a rekao je kako bi mu bilo drago da je cijeli film mogao snimati u IMAX formatu: "ako bi mogli odnijeti IMAX kameru odnijeti na Mount Everest ili u svemir, mogli biste je koristiti i u dugometražnom filmu." Nolan je 15 godina htio snimati u tom formatu, a koristio ih je i za "mirne scene za koje smo smatrali kako bi mogle biti zanimljive."
Warner Bros. je odlučio snimati u Chicagu 13 tjedana jer je Nolan imao "uistinu izvanredna iskustva" sa snimanja prethodnika Batman: Početak ondje. Umjesto korištenja Chicago Board of Trade Building kao sjedište Wayne Enterprises kao u prethodnom filmu, ovaj put je uzeta zgrada Richard J. Daley Center. Dok je sniman u Chicagu, filmu je dan lažni naziv Rory's First Kiss kako bi se smanjila vidljivost produkcije, ali su lokalni mediji ubrzo otkrili podvalu. Richard Roeper iz Chicago Sun-Timesa komentirao je apsurdnost te tehnike: "Postoji li obožavatelj Batmana u svijetu koji ne zna da je Rory's First Kiss zapravo Vitez tame, koji se tjednima snima u Chicagu?" Produkcija Viteza tame u Chicagu pridonijela je u gradski budžet 45 milijuna dolara i otvorila tisuće radnih mjesta. Ekipa je prolog filma s Jokerom snimala u Chicagu od 18. do 24. travnja 2007. Vratili su se na snimanje od 9. lipnja 2007. do početka rujna. Lokacije snimanja bile su Navy Pier, 330 North Wabash, James R. Thompson Center, LaSalle Street, The Berghoff, Hotel 71, stara tvornica, stari poštanski ured Van Buren i Wacker Drive. Interijerna snimanja obavljena su u studijima Pinewood blizu Londona. Marina City je bio u pozadini tokom cijelog filma.
Dok je planirao jednu od kaskaderskih scena s Batmobilom u pogonu za specijalne efekte u Chertseyju u Engleskoj u rujnu 2007., tehničar Conway Wickliffe je poginuo u prometnoj nesreći. Film je posvećen Ledgeru i Wickliffeu. Sljedeći je mjesec u bivšoj tvornici Battersea Power Station snimljena golema eksplozija, navodno za uvodnu sekvencu; uslijedili su pozivi lokalnog stanovništva koji su se prestrašili terorističkog napada. Sličan incident se dogodio tijekom snimanja u Chicagu kad je srušena napuštena tvornica slatkiša (koja je u filmu poslužila kao bolnica).
Snimanje u Hong Kongu odvijalo se od 6. do 11. studenog 2007. Gradski slam Kowloon poslužio je za prikaz Narrowsa u filmu Batman: Početak. Za snimanje su korišteni helikopteri i avion C-130 Hercules. Službenici su izrazili zabrinutost zbog buke i ometanja prometa. U pismima odgovora je obećano da će se razina zvuka sniziti na onu koju proizvode autobusi. Aktivisti za zaštitu okoliša kritizirali su zahtjev producenata da stanovnici nebodera na dokovima ostave upaljena svjetla cijelu noć kako bi se poboljšale snimke, navevši to kao nepotrebni trošak energije. Snimatelj Wally Pfister je izjavio kako su gradski službenici bili "noćna mora", a Nolan je na kraju Batmanov skok s nebodera (čemu se Bale veselio) morao izraditi digitalnim putem.

### Dizajn
Kostimografkinja Lindy Hemming opisala je Jokerov izgled kao refleksiju njegove osobnosti - "njemu uopće nije stalo do sebe"; nije ga htjela dočarati kao skitnicu, ali je on ipak trebao biti "naboran, zgužvan", pa zato "kad ga vidite kako se kreće, pomalo se vuče i razdražljiv je." Nolan je naglasio, "Lice smo mu oblikovali u stilu Francisa Bacona. Ta trulost, raspadanje u teksturi samog izgleda. Neuredno je. Gotovo da možete zamisliti kako smrdi." Osmišljavajući "anarhični" izgled Jokera, Hemming je inspiraciju tražila među glazbenicima kontrakulture kao što su Pete Doherty, Iggy Pop i Johnny Rotten. Tijekom filma, Joker jednom skida šminku čime ostavlja dojam još veće zapuštenosti i infekcije koja se pogoršava. Ledger je opisao svoju "klaunsku" masku, načinjenu od dijelova utabanog silikona, kao "novu tehnologiju", koja uzima manje vremena vizažistu za nanošenje nego uobičajena šminka - proces nanošenja trajao je oko jedan sat - a rekao je kako je jedva i primjećivao kako nosi šminku.
Dizajneri su poboljšali dizajn Bat-kostima u odnosu na onaj iz Batman: Početak, dodavši elastične trake kako bi kostim prilagodili Baleu. Sastavljen je od 200 posebnih komada gume, fiberglasa i najlona. Nova kukuljica modelirana je po uzoru na motociklističku kacigu te je odvojena od vratnog dijela, što je Baleu omogućilo da pomiče glavu lijevo i desno te klima glavom prema gore i dolje. Kukuljica je opremljena da pokaže leće preko očiju kad lik uključi sonarni pretraživač, što Batmanovim očima daje crveni izgled kao u stripovima i animiranim filmovima. Rukavice imaju uvučene oštrice koje se mogu ispaljivati. U rukavice je ugrađena i hidraulika kako bi Batman mogao smrviti predmete. I originalni kostim nošen je u jednom dijelu filma. Iako je novi 3,5 kilograma teži, Bale je rekao kako je udobniji i kako je u njemu manje vruće.
Prikaz Gotham Cityja je manje sirov nego u Batman: Početak. "Pokušao sam pojednostaviti Gotham u odnosu na onaj iz zadnjeg filma", rekao je Crowley. "Gotham je u kaosu. Nastavili smo dizati stvari u zrak, pa smo mogli prikaz mogli ostaviti čistim."

### Efekti
U filmu se po prvi put pojavljuje Batpod, izmijenjena verzija Batcyclea. Produkcijski dizajner Nathan Crowley, koji je za Batman: Početak dzjanirao Tumbler, dizajnirao je šest modela (koje je konstruirao supervizor specijalnih efekata Chris Corbould) koji će se koristiti u produkciji filma, zbog neophodnosti scena sudara i mogućih nesreća. Crowley je u Nolanovoj garaži konstruirao prototip, nakon čega su se šest mjeseci provodili testovi sigurnosti. Batpodom se upravlja ramenom, a ne rukom, a vozačeve ruke su zaštićene štitnicima u obliku rukava. Motor ima prednje i stražnje gume široke 508 milimetara, a konstruiran je tako da izgleda kako je naoružan kukama, topovima i strojnicama. Motori su smješteni u glavine kotača, od kojih je svaki 1067 milimetara udaljen od rezervoara. Vozač leži potrbuške na rezervoaru, koji se može pomicati gore i dolje kako bi odbio nadolazeću pucnjavu na koju bi Batman naletio. Kaskader Jean-Pierre Goy zamijenio je Christiana Balea tijekom sekvenci vožnje u filmu.
Nolan je osmislio izgled Dvoličnog kao najmanje uznemirujući, objasnivši, "Kad smo pogledali manje ekstremne verzije tog izgleda, bile su previše realistične i još više užasavajuće. Kad gledate film kao što je Pirati s Kariba - nešto takvo, u njemu ima nešto jako neobično, vrlo detaljan vizualni efekt, za koji mislim kako je puno moćniji i manje odbojan." Framestore je dizajnirao 120 kompjuterski generiranih kadrova Dentovog unakaženog izgleda. Nolan je smatrao kako bi nošenje šminke izgledalo nerealistično, jer se dodaje licu, što nije u skladu s izgledom pravih žrtava opekotina. Framestore je objavio kako su promijenili pozicije nekih kostiju, mišića i tkiva kako bi izgled bio dramatičniji. Za svaki kadar su korištene HD kamere od 720 piksela postavljene iz različitih kutova kako bi se u potpunosti obuhvatila izvedba Aarona Eckharta. Eckhart je na licu nosio markere i okrugle kapice koji su Framestoreu poslužili kao polazne točke. Framestore je uključio i nekoliko zajedničkih kadrova Balea i Eckharta u zgradi koja eksplodira gdje Dent biva opečen. Bilo je teško simulirati vatru na Eckhartu jer spaljivanje polovice nečega je samo po sebi nerealistično.

### Glazba
Skladatelji glazbe za Batman: Početak Hans Zimmer i James Newton Howard vratili su se i za nastavak. Zimmer je prije rekao kako je glavna tema Batmana namjerno ubačena na kraj prvog filma te da će se pokazati u potpunosti zajedno s razvojemm lika. Zimmer i Howard su shvatili kako bi skladanje herojske teme koju bi gledatelj mogao mumljati skrenula pozornost s kompleksnosti i tame lika.
Skladanje je počelo prije snimanja, a tijekom snimanja Nolan je dobio iPod s deset sati snimki za koje je Zimmer tvrdio kako ih je redatelj u potpunosti memorirao. Njihova devetominutna suita za Jokera temeljena je na dva tona, D i C (zanimljiva podudarnost s DC Comicsom). Zimmer je usporedio svoj stil s bendom Kraftwerk, koji dolaze iz njegove rodne Njemačke, kao i sa svojim uradcima s bendovima poput The Damned. Kad je Ledger umro, Zimmer je razmišljao da sklada novu temu, ali je odlučio da ne smije biti sentimentalan i kompromitirati dotad urađeno. Howard je skladao Dentove "elegantne i lijepe" teme orijentirane na puhaće instrumente.

## Premijera

### Marketing
U svibnju 2007., 42 Entertainmnent započeo je marketinšku kampanju s naglaskom na slogan filma "Why So Serious?" uz istodobno lansiranje internetske stranice s izmišljenom političkom kampanjom Hatveyja Denta, uz sliku s natpisom "I Believe in Harvey Dent" ("Ja vjerujem u Harveyja Denta"). Stranica je pokušala zainteresirati obožavatelje time da pokušaju zaraditi ono što žele vidjeti. 42 Entertainment je pokrenuo i "vandaliziranu" verziju stranice Warner Brosa. I Believe in Harvey Dent, nazvanu "I believe in Harvey Dent too" ("Ja također vjerujem u Harveyja Denta"), gdje su e-mailovi poslani od strane obožavatelja polako uklanjali piksele, otkrivajući prvu službenu sliku Jokera; na kraju je zamijenjena s mnogim natpisima "Haha" i skrivenom porukom koja je govorila "vidimo se u prosincu."
Tijekom Comic-Con Internationala 2007., 42 Entertainment je pokrenuo WySoSerious.com, ponudivši korisnicima igru skupljanja kojoj je cilj otključati foršpan filma i novu sliku Jokera. 31. listopada 2007., na službenoj stranici filma je pokrenuta nova igrica sa skrivenim porukama u kojoj su obožavatelji morali otkriti razne tragove na određenim lokacijama u većim gradovima diljem Sjedinjenih Država te fotografirati svoja otkrića. Kombinirani tragovi otkrivali su novu sliku Jokera i audio isječak u kojem on kaže "And tonight, you're gonna break your one rule" ("Večeras ćeš prekršiti jedno svoje pravilo"). Kompletiranje igre vodilo je i do otključavanja nove internetske stranice nazvane Rory's Death Kiss  Arhivirana inačica izvorne stranice od 5. siječnja 2014. (Wayback Machine)(čiji se naziv odnosi na lažni radni naslov filma), gdje su obožavatelji mogli postavljati slike samih sebe u kostimu Jokera. Onima koji bi poslali fotografije na e-mail bi dobivali primjerak izmišljenih novina nazvanih The Gotham Times, čija je elektronička verzija vodila do otkrića brojnih drugih stranica.
Uvodna sekvenca Viteza tame (Jokerove pljačke banke) i kombinacija drugih scena iz filma, prikazane su na izabranim IMAX prikazivanjima filma Ja sam legenda, koji je objavljen 14. prosinca 2007. Kino foršpan objavljen je i u ne-IMAX prikazivanjima Ja sam legenda, te na službenoj internetskoj stranici. Sekvenca je 8. srpnja 2008. objavljena na Blu-ray Disc izdanju Batman: Početak. Istog dana studio je objavio i animirani film direktno objavljen na DVD-u nazvan Batman: Gotham Knight, radnjom smješten između Batman: Početak i Viteza tame sa šest originalnih priča, redatelja Brucea Timma, suautora i producenta animirane serije o Batmanu. Svaki od ovih segmenata, koje su napisali Josh Olson, David S. Goyer, Brian Azzarello, Greg Rucka, Jordan Goldberg i Alan Burnett, predstavlja jedinstveni umjetnički stil, spajajući brojne umjetnike koji surađuju u istom DC svemiru.
Nakon smrti Heatha Ledgera, 22. siječnja 2008., Warner Bros. je prilagodio reklamnu kampanju s fokusom na Jokera, promijenivši neke svoje internetske stranice posvećene promociji filma i objavivši posvetu Ledgeru na službenoj stranici filma te pokrivši crnom memorijalnom vrpcom fotogaleriju na WhySoSerious.com. 29. veljače 2008., stranica I Believe in Harvey Dent je omogućila obožavateljima da pošalju svoje e-mail adrese i brojeve telefona. U ožujku 2008., fikcionalna kampanja Harveyja Denta obavijestila je obožavatelje da će stvarna kampanja autobusima nazvana "Dentmobiles" obići razne gradove kako bi promovirala Dentovu kandidaturu za okružnog tužitelja.
15. svibnja 2008. u tematskim parkovima Six Flags Great America i Six Flags Great Adventure otvoreni su The Dark Knight roller coasteri vrijedni 7,5 milijuna dolara koji simuliraju da posjetitelje uhodi Joker. Mattel je proizveo igračke i igre za film, akcijske figure, kostime, društvene igre, slagalice i specijalno izdanje UNO kartaške igre, čija je komercijalna distribucija započela u lipnju 2008.
Warner Bros. posvetio je šest mjeseci anti-piratskoj strategiji koja je uključivala otkrivanje ljudi koji su imali pretpremijerni primjerak filma u bilo koje vrijeme. Raspored otpreme i dostave se stalno izmjenjivao, a na mjestima dostave u SAD-u i u inozemstvu su vršene kontrole kako bi se osiguralo da se umnožavanje filma ne odvija u kinima. Piratska kopija objavljena je na internetu otprilike 38 sati nakon objavljivanja filma. BitTorrent pretraživač The Pirate Bay ismijao je filmsku industriju svojom mogućnošču da stavi film u slobodnu distribuciju na internetu, zamijenivši logo podrugljivom porukom.

### Kino distribucija
Warner Bros. održao je svjetsku premijeru Viteza tame u New Yorku 14. srpnja 2008. u IMAX kinu: skladatelji iz filma James Newton Howard i Hans Zimmer odsvirali su dio filmske glazbe uživo. Prije komercijalne distribucije, film je izazvao "gomilu pozitivnih ranih recenzija i brujanje o ulozi Jokera u izvedbi Heatha Ledgera". Vitez tame počeo se komercijalno prikazivati 16. srpnja 2008. u Australiji, gdje je prvog dana zaradio gotovo 2,3 milijuna dolara.
U Sjedinjenim Državama i Kanadi, film je prikazivan u 4,366 kina, srušivši prethodni rekord koji je držao film Pirati s Kariba: Na kraju svijeta iz 2007. Broj kina uključivao je 94 IMAX kinodvorane, uz procjenu da će se film prikazivati u 9,200 kina u SAD-u i Kanadi. Internetski servisi za prodaju karata prvog dana prikazivanja su prodali ogroman broj ulaznica za otprilike 3000 ponoćnih prikazivanja kao i za neobično rana prikazivanja. Sva IMAX kina koja su prikazivala film rasprodana su u početnom vikendu prikazivanja.
Vitez tame postavio je 18. srpnja 2008. novi rekord za prvi dan prikazivanja s 18,5 milijuna dolara zarade, srušivši tako tri godine star rekord filma Zvjezdani ratovi, Epizoda 3: Osveta Sitha iz 2005. Rekord je srušen i u IMAX kinima sa 640,000 dolara zarade prvog dana. Vitez tame ukupno je prvog dana zaradio 67,165,092 dolara, skinuvši s trona rekord filma Spiderman 3 iz 2007. Prvog vikenda prikazivanja u SAD-u i Kanadi u 9,200 kina, film je ostvario dohodak od 158,411,483 dolara, što je 36,283 dolara po kinu, odnosno 17,219 po ekranu, čime je za 3 milijuna dolara nadmašio procijenjenu zaradu tijekom prvog vikenda, te u isto vrijeme srušio prethodni rekord od 151,116,516 dolara koji je postavio Spiderman 3 igrajući u 114 više kina, ali na 800 manjih ekrana. Sljedećeg ponedjeljka, zaradio je dodatnih 24,493,313 dolara, a sljedećeg utorka 20,868,722 dolara. Vitez tame postavio je i novi rekord za početni vikend u IMAX kinima, zaradivši 6,2 milijuna dolara, u odnosu na prethodni rekord koji je držao Spiderman 3 s 4,7 milijuna.
Osim Sjedinjenih Država i Kanade, Vitez tame premijerno je prikazan u 20 drugih država u 4,520 kina, ostvarivši dohodak od 41,3 milijuna dolara u prvom vikendu. Film se smjestio na drugu poziciju iza Hancocka, koji je bio u svojem trećem vikendu, prikazujući  se u 71 državi. Najveći teritorij u kojem se Vitez tame prikazivao bila je Australija, u kojoj je preko vikenda zaradio 13,7 milijuna dolara, što je treća najuspješnija premijera filma o superjunaku Warner Brosa. do danas. Film je u Meksiku u 1,433 kina zaradio 7 milijuna, u Brazilu u 548 kina 4,45 milijuna, a u Hong Kongu u 37 kina 2,12 milijuna dolara. Navodeći kulturalne osjetljivosti prema nekim elementima u filmu, te nesklonost koja ide uz pret-premijerne uvjete, Warner Bros. je odbio objaviti film u kopnenoj Kini.
Procjenjuje se kako je Vitez tame prema današnjem prosjeku od 7,08 dolara po ulaznici prodao 22,37 milijuna ulaznica, više od Spidermana 3, koji je prodao 21,96 milijuna ulaznica prema prosječnoj cijeni 6,08 dolara iz 2007. Oborio je i rekord po najvećem dohotku tijekom vikenda svih vremena. Prema podacima od 23. prosinca 2008., Vitez tame je u Sjevernoj Americi zaradio 530,833,780 dolara, srušivši pritom rekord najbržeg filma koji je ostvario zaradu od 500 milijuna te 465,993,073 dolara u drugim zemljama. Prema podacima od 23. prosinca 2008., ukupna svjetska zarada filma iznosi 996,826,853 dolara, te je četvrti najuspješniji film svih vremena. Vitez tame trenutno je najuspješniji film 2008. na sjevernoameričkom box officeu i u ostatku svijeta. Bez prilagođavanja inflaciji, trenutno je drugi najuspješniji film u Sjevernoj Americi svih vremena s ukupno 530,833,780 dolara dohotka, iza Titanica s 600,788,188 dolara. Bio je i drugi film u povijesti koji je premašio granicu od 500 milijuna dolara, najbrže do tada, u 43 dana (Titanic je to uspio tek nakon 98 dana). Kino distribucija Viteza tame bitno se razlikuje od one Titanica. Dok je Vitez tame rušio rekorde u prvom vikendu, Titanic je počeo vrlo skromno (zaradivši 28,6 milijuna u početnom vikendu), povećavši prodaju ulaznica u nadolazećim vikendima. S druge strane, Vitez tame je usporio nakon prvih nekoliko vikenda; 50 drugih filmova imalo je bolji deseti vikend, a njih 91 11. U svojem 15. vikendu, Vitez tame bio je 26. na box officeu.
Warner Bros. je 23. siječnja 2009. ponovno objavio film u tradicionalnim i IMAX kinima u Sjedinjenim Državama, na vrhuncu sezone nagrada, kako bi povećao šanse za osvajanje Oscara.

### Kućna izdanja
Film je 9. prosinca 2008. u Sjevernoj Americi objavljen na DVD-u i Blu-ray Discu. Izdanja uključuju jednodijelni DVD; dvostruko specijalno DVD izdanje; dvostruko Blu-ray izdanje; te specijalni Blu-ray paket s figuricom Batpoda. Blu-ray izdanje omogućuje mijenjanje rezolucije: dok su IMAX sekvence snimane u 1:78:1, scene snimane u 35 mm su rezoluciji 2:40:1. DVD izdanje uključuje cijeli film u rezoluciji 2:40:1. Disk 2 dvostrukog specijalnog DVD izdanja uključuje IMAX sekvence u originalnoj 1:44:1 rezoluciji. Osim standardnih DVD izdanja, neke trgovine su objavile vlastita eksluzivna izdanja filma.
U Ujedinjenom Kraljevstvu je prvog dana prodano ukupno 513,000 primjeraka kućnih izdanja, od čega je 107,730 (21 posto) bilo Blu-ray diskova, što je najveći broj Blu-ray izdanja prodanih prvog dana. U Sjedinjenim Državama, Vitez tame je postavio rekord po najviše prodanih DVD-a u jednom danu, tj. tri milijuna primjeraka prodanih prvog dana - od čega je 600,000 bilo Blu-ray disc izdanja.
DVD i Blu-ray Disc izdanja u Australiji su objavljeni 10. prosinca 2008. Izdanja su bila u obliku jednodijelnog DVD-a, dvostrukog DVD-a, dvostrukog izdanja s Batmaskom na DVD-u, dvostruko Blu-ray izdanje; te četverodijelni paket Batman: Početak/Vitez tame na DVD-u i Blu-rayu.

## Reakcije

### Kritike
Prema 255 prikupljenih recenzija na Rotten Tomatoesu, Vitez tame ima 95 posto pozitivnih kritika, uz prosječnu ocjenu 8,5 od 10. Među skupinom Cream of the Crop Rotten Tomatoesa, koju čine najpopularniji i najcjenjeniji kritičari iz najboljih novina, internetskih stranica, televizije i radija, film ima ukupni skor od 90 posto.
Roger Ebert iz Chicago Sun-Timesa opisuje Viteza tame kao "očaravajući film odskače od svojih korijena i postaje napeta tragedija." Hvalio je izvedbe, režiju i scenarij rekavši da film "redefinira mogućnosti filma snimljenom prema stripu". Ebert kaže kako je "ključna izvedba" ona Heatha Ledgera i pita se hoće li mu dodijeliti prvog postumnog Oscara nakon Petera Fincha 1976. Peter Travers iz Rolling Stonea piše kako je film dublji od svojeg prethodnika, sa spretnijim scenarijem koji odbija objasniti Jokera popularnom psihologijom nego umjeto toga gura gledatelja u ispitivanje psihe Brucea Waynea, dok David Denby iz New Yorkera drži da priča nije dovoljno koherentna kako bi na pravi način istaknula razlike. Kaže kako je cijeli film "na rubu klimaksa" i predugačak. Denby je kritizirao scene za koje kaže kako su besmislene ili su izrezane taman kad su postale zanimljive. Todd Gilchrist s IGN-a primjećuje da, za razliku od većine filmova usredotočenih na "mitologiju", Vitez tame pokriva sve što se tiče logičkih ili konceptualnih izazova koje film prezentira, dajući gledatelju ono što očekuje, ali na način da hvata gledatelja nespremnog. David Ansen napisao je u Newsweeku kako je film "impresivan" u dijelovima u kojima dovodi do moralnih dilema: pitanje treba li se junak odreći svojeg kodeksa kako bi porazio zlikovca.
Joe Neurmaier iz New York Daily News uspoređuje realistični prikaz likova koji su kao "bombe koje otkucavaju" slični onima iz Nepomirljivih Clinta Eastwooda. Kaže kako se Bale, Gyllenhaal, Oldman i Eckhart udružuju kako bi dodali zrelost koje nije bilo u Batman: Početak. Travers je hvalio izvedbu svih glumaca, rekavši kako svi daju svoj maksimum filmu. Kaže kako je Bale "naelektriziran" kao Al Pacino u Kumu II te da je Eckhartova izvedba "zastrašujuće dirljiva". Travers je najviše pohvala ostavio za Ledgera, rekavši kako glumac udaljava Jokera od interpretacije Jacka Nicholsona u mračnije vode. Izrazio je potporu svakoj potencijalnoj kampanji koja bi se zalagala da se Ledgera nominira za Oscara, koju su među ostalima pokrenuli Kevin Smith i Emanuel Levy. Levy piše kako se Ledger "u potpunosti uživio u ulogu", a Todd Gilchrist njegovu izvedbu naziva "trancedentalnom". Gilchrist je pohvalio i Oldmana zbog portreta kreposti, sumnje u sebe i autoriteta. Dodao je kako Gyllenhaal dodaje dubinu i odlučnost svojem liku. David Denby primjećuje kako središnji sukob funkcionira, ali "samo pola ekipe to može odglumiti", rekavši kako Baleova "blagog" Brucea Waynea i "ustrajnog, ali nezainteresiranog" Batmana konstantno zasjenjuje Ledgerova "demonska i zastrašujuća" izvedba, za koju kaže kako je glavni element uspjeha filma. Denby zaključuje da je Ledger "hipnotičan" u svakoj sceni.
Travers kaže kako su se producenti filmom odmaknuli od stripovske ekranizacije i približili istinskom umjetničkom djelu. Posebno je naveo Nolanovu akcijsku koreografiju i sekvencu pljačke koja podsjeća na Vrućinu. Christopher Orr iz The New Republic je također hvalio skromno korištenje digitalne tehnologije, kao i scene potjere. Gilchrist je pohvalio miješanje stripovskih elemenata u realistično okruženje te kako je film prva adaptacija stripa za koju se može reći kako je prvorazredno umjetničko dostignuće. Gilchrist kaže da Nolan obrađuje velike teme na "humani" način, te da redatelj postiže više na polju priče i kamere nego u prvom filmu, održavajući "napetu" atmosferu, zamah i napetost tokom cijelog filma. Emanuel Levy kaže kako film predstavlja Nolanovo "najpotpunije i najzrelije" ostvarenje te da je tehnički impresivniji od svih filmova o Batmanu. Akcijske sekvence naziva jednim od najimpresivnijih viđenih na američkom filmu godinama.
Dean Richards s WGN-TV-a je nazvao film ne samo jednim od najboljih u posljednjoj godini, "nego jednim od najboljih filmova godinama unatrag." Richards je nadalje komplimentirao film, naglasivši kako Chicago nikad prije nije bio iskorišten tako djelotvorno: "To nije samo odličan film u superheroju; to je odličan film, uopće." Todd Gilchrist opisuje film kao "mračan, kompleksan i uznemirujući", te kao najambiciozniji film svoje vrste. Zaključuje kako krši granice koje je postavila bilo koja strip adaptacija. Emanuel Levy i Peter Travers zaključuju kako je film "uzbudljiv i vizionarski". Larry Carroll s MTV.com kaže kako akcijske sekvence, podsjećanje na Kuma i "prelijepa" fotografija čine film "vrijednim Oscara". David Ansen pita treba li gledatelj otići s filma iscrpljeniji ili osvježeniji. Kaže da, iako poštuje ambicije Viteza tame da bude nešto više od potrošne zabave, želi da je bio malo duhovitiji.
Kritičar američkog javnog radija David Edelstein nije bio toliko oduševljen filmom: "ispada kao da su scenarij napisali profesori filozofije s Oxforda pokušavajući poboljšati američku popularnu kulturu." Kritizirao je i odluku da se Gotham City smjesti u realni svijet koja podriva sama sebe akcijskim scenama koje naziva "spektakularno nekoherentnima." Christopher Orr iz The New Republica smatra Ledgerovu izvedbu snažnom, ali uznemirujućom, nazvavši je "najznačajnijim specijalnim efektom filma".
Damir Radić je film nazvao precijenjenim: "Podjednako dosadan i klišeiziran kao i prethodnik Batman: Početak, nastavak serijala pod autorskim vodstvom Christophera Nolana u završnici donosi i pregršt patetičnog moraliziranja, a vidjeti ga vrijedi jedino zbog posljednje, doista sjajne izvedbe Heatha Ledgera kao Jokera, no da bi se došlo do Ledgera, treba otrpjeti dugu bezličnu prisutnost Christiana Balea, Michaela Cainea i Morgana Freemana, te svjedočiti sužavanju prostora talentu Garyja Oldmana i osobito Maggie Gyllenhaal. Vitez tame najzanimljiviji je kao krunski dokaz lošeg ukusa američkih kritičara koji uporno u ovom plošnom djelcu lišenom čak i užestilske izvanrednosti vidi slojevitost i mračne dubine, kao da nikad nisu ne samo čitali autore poput Sadea ili Ellisa, nego niti gledali intrigantnije superherojske spektakle poput O za osvetu ili Burtonova Povratka Batmana."

### Komentari
Pisac misterija Andrew Klavan u Wall Street Journalu je usporedio ekstremne mjere koje Batman poduzima kako bi se sukobio s kriminalom s onima američkog predsjednika Georgea W. Busha iz Rata protiv terorizma. Klavan tvrdi da je, "na nekoj razini" Vitez tame "panegirik odvažnosti i moralnoj volji koju je pokazao George W. Bush u ovom vremenu terora i rata." Klavan podupire ovaj pogled na film uspoređujući Batmana i Busha: "ponekad morate pomaknuti granice građanskih prava kako biste se mogli nositi s neposrednom opašnošću, uz obavezu da opet uspostavite te granice kad ta opasnost prođe." Klavanov članak naišao je na mnoge kritike na internetu i u glavnim medijima. Recenzirajući film u Sunday Timesu, Cosmo Landesman je došao do suprotnog zaključka u odnosu na Klavana: film "nudi moralku o tome kako moramo prigrliti terorista - dobro, pretjerujem. No, u biti je to duga i mučna rasprava o tome kako pojedinci i društvo nikad ne smiju kršiti slovo zakona u borbi protiv sila bezakonja. U borbi s čudovištima moramo paziti da i sami ne postanemo čudovišta. Film ističe tvrdnju antiterorističke koalicije kako, u ratu protiv terorizma, stvarate uvjete za još terora. Pokazano nam je kako su nevini ljudi poginuli zbog Batmana - a on pada zbog toga".

### Teme i analiza
Prema riječima Davida S. Goyera, glavna tema Viteza tame je eskalacija. Gotham City je slab, a građani krive Batmana zbog nasilja i korupcije u gradu, kao i za Jokerove prijetnje. Batman se u takvoj situaciji osjeća kako uzima zakon u svoje ruke u isto vrijeme degradirajući grad. Roger Ebert je naglasio, "Tokom cijelog filma, [Joker] osmišlja lukave situacije koje prisiljavaju Batmana, načelnika Gordona i okružnog tužitelja Harveyja Denta da donesu nemoguće etičke odluke. Krajem filma, cijeli Batmanov moralni temelj je ugrožen."
Drugi kritičari su spomenuli temu trijumfa zla nad dobrom. Na početku filma Harveyja Denta nazivaju "Bijelim vitezom", a na kraju njega obuzima zlo. S druge strane, Joker je prikazan kao oličenje anarhije i kaosa. On nema motiva, nema zapovijedi i želje da stvori pustoš i "gleda kako svijet gori". Još jedna tema je užasna logika ljudske pogreške. Scena trajekata prikazuje kako ljudi mogu lako biti privučeni nepravdi.

### Top deset ljestvice
Film se pojavio na mnogim top deset ljestvicama raznih kritičara najboljih filmova 2008.
| - 1. - Elizabeth Weitzman, New York Daily News - 1. - Frank Scheck, The Hollywood Reporter - 1. - James Berardinelli, ReelViews - 1. - Joe Neumaier, New York Daily News - 1. - Mike Russell, The Oregonian - 1. - Peter Hartlaub, San Francisco Chronicle - 1. - Premiere - 1. - Empire - 2. - Kirk Honeycutt, The Hollywood Reporter - 2. - Nathan Rabin, The A.V. Club - 2. - Richard Roeper, The Chicago Sun-Times - 2. - Owen Gleiberman, Entertainment Weekly - 3. - Lawrence Toppman, The Charlotte Observer - 3. - Lisa Schwarzbaum, Entertainment Weekly - 3. - Marc Mohan, The Oregonian - 3. - Michael Rechtshaffen, The Hollywood Reporter - 3. - Peter Rainer, The Christian Science Monitor - 3. - Peter Travers, Rolling Stone | - 3. - Sheri Linden, The Hollywood Reporter - 4. - Kyle Smith, New York Post - 5. - Keith Phipps, The A.V. Club - 5. - Noel Murray, The A.V. Club - 5. - Rene Rodriguez, The Miami Herald (zajedno s filmom Hellboy II: Zlatna vojska) - 5. - Scott Foundas, LA Weekly - 5. - Wesley Morris, The Boston Globe - 6. - Philip Martin, Arkansas Democrat-Gazette - 7. - Manohla Dargis, The New York Times - 7. - Marc Doyle, Metacritic.com - 7. - Sean Axmaker, Seattle Post-Intelligencer - 9. - Robert Mondello, NPR - 9. - Scott Tobias, The A.V. Club - 10. - Michael Phillips, Chicago Tribune |

## Nagrade i nominacije
| Nagrada                                                              | Kategorija                                     | Pobjednik/Nominirani                                                                  | Rezultat |
| -------------------------------------------------------------------- | ---------------------------------------------- | ------------------------------------------------------------------------------------- | -------- |
| Američki filmski institut                                            | Top 10 filmova godine                          | Top 10 filmova godine                                                                 | Da       |
| Australski filmski institut                                          | Međunarodna nagrada za najboljeg glumca        | Heath Ledger                                                                          | Da       |
| BAFTA nagrade                                                        | Najbolja fotografija                           | Wally Pfister                                                                         | Ne       |
| BAFTA nagrade                                                        | Najbolja glazba                                | Hans Zimmer / James Newton Howard                                                     | Ne       |
| BAFTA nagrade                                                        | Najbolja kostimografija                        | Linda Hemming                                                                         | Ne       |
| BAFTA nagrade                                                        | Najbolja montaža                               | Lee Smith                                                                             | Ne       |
| BAFTA nagrade                                                        | Najbolja scenografija                          | Nathan Crowley / Peter Lando                                                          | Ne       |
| BAFTA nagrade                                                        | Najbolja šminka                                | Peter Robb-King                                                                       | Ne       |
| BAFTA nagrade                                                        | Najbolji sporedni glumac                       | Heath Ledger                                                                          | Da       |
| BAFTA nagrade                                                        | Najbolji vizualni efekti                       | Chris Corbould / Nick Davis / Paul Franklin / Tim Webber                              | Ne       |
| BAFTA nagrade                                                        | Najbolji zvuk                                  | Lora Hirschberg / Richard King / Ed Novick / Gary Rizzo                               | Ne       |
| Grammy                                                               | Najbolja glazba za soundtrack album            | James Newton Howard i Hans Zimmer                                                     | Da       |
| Nacionalne filmske nagrade                                           | Najbolji film o superjunaku                    | Najbolji film o superjunaku                                                           | Da       |
| Nacionalne filmske nagrade                                           | Najbolji glumac                                | Christian Bale                                                                        | Ne       |
| Nacionalni ured za kritiku                                           | Top 10 filmova godine                          | Top 10 filmova godine                                                                 | Da       |
| Nagrada Satellite                                                    | Najbolja montaža                               | Lee Smith                                                                             | Ne       |
| Nagrada Satellite                                                    | Najbolji redatelj                              | Christopher Nolan                                                                     | Ne       |
| Nagrada Satellite                                                    | Najbolji sporedni glumac                       | Heath Ledger                                                                          | Ne       |
| Nagrada Satellite                                                    | Najbolji vizualni efekti                       | Nick Davis, Chris Corbould, Tim Webber, Paul Franklin                                 | Ne       |
| Nagrada Satellite                                                    | Najbolji zvuk (montaža i miksanje)             | Richard King, Lora Hirschberg i Gary Rizzo                                            | Da       |
| Nagrada Scream                                                       | Holy Shit scena godine                         | Big Rig Flips over                                                                    | Da       |
| Nagrada Scream                                                       | Holy Shit scena godine                         | Batmobile/Batpod utrka                                                                | Ne       |
| Nagrada Scream                                                       | Najbolja rečenica                              | Heath Ledger - I believe that whatever doesn't kill you simply makes you... stranger! | Da       |
| Nagrada Scream                                                       | Najbolja rečenica                              | Heath Ledger - Why So Serious?                                                        | Ne       |
| Nagrada Scream                                                       | Najbolja rečenica                              | Heath Ledger - I'm gonna make this pencil disappear                                   | Ne       |
| Nagrada Scream                                                       | Najbolji F/X                                   | Najbolji F/X                                                                          | Da       |
| Nagrada Scream                                                       | Najbolji fantastični film                      | Najbolji fantastični film                                                             | Ne       |
| Nagrada Scream                                                       | Najbolji fantastični glumac                    | Christian Bale                                                                        | Ne       |
| Nagrada Scream                                                       | Najbolji fantastični glumac                    | Heath Ledger                                                                          | Da       |
| Nagrada Scream                                                       | Najbolji film prema stripu                     |                                                                                       | Da       |
| Nagrada Scream                                                       | Najbolji nastavak                              |                                                                                       | Da       |
| Nagrada Scream                                                       | Najbolji redatelj                              | Christopher Nolan                                                                     | Da       |
| Nagrada Scream                                                       | Najbolji scenarij                              | Christopher Nolan i Jonathan Nolan                                                    | Da       |
| Nagrada Scream                                                       | Najbolji superjunak                            | Christian Bale                                                                        | Da       |
| Nagrada Scream                                                       | Najbolji sporedni glumac                       | Michael Caine                                                                         | Ne       |
| Nagrada Scream                                                       | Najbolji sporedni glumac                       | Gary Oldman                                                                           | Da       |
| Nagrada Scream                                                       | Najbolji zlikovac                              | Aaron Eckhart                                                                         | Ne       |
| Nagrada Scream                                                       | Najbolji zlikovac                              | Heath Ledger                                                                          | Da       |
| Nagrada Scream                                                       | Ultimativni Scream                             |                                                                                       | Da       |
| Nagrada Teen Choice                                                  | Najbolji ljetni film - akcijski ili pustolovni | Najbolji ljetni film - akcijski ili pustolovni                                        | Ne       |
| Nagrade People's Choice                                              | Najdraža glumačka postava                      | Bale, Ledger, Eckhart, Caine, Oldman, Gyllenhaal i Freeman                            | Da       |
| Nagrade People's Choice                                              | Najdraža muška akcijska zvijezda               | Christian Bale                                                                        | Ne       |
| Nagrade People's Choice                                              | Najdraži akcijski film                         | Najdraži akcijski film                                                                | Da       |
| Nagrade People's Choice                                              | Najdraži film                                  |                                                                                       | Da       |
| Nagrade People's Choice                                              | Najdraži filmski par                           | Christian Bale i Heath Ledger                                                         | Da       |
| Nagrade People's Choice                                              | Najdraži glavni glumac                         | Christian Bale                                                                        | Ne       |
| Nagrade People's Choice                                              | Najdraži superjunak                            | Christian Bale kao Batman                                                             | Da       |
| Oscari                                                               | Najbolja fotografija                           | Wally Pfister                                                                         | Ne       |
| Oscari                                                               | Najbolja montaža                               | Lee Smith                                                                             | Ne       |
| Oscari                                                               | Najbolja montaža zvuka                         | Richard King                                                                          | Da       |
| Oscari                                                               | Najbolja scenografija                          | Nathan Crowley i Peter Lando                                                          | Ne       |
| Oscari                                                               | Najbolja šminka                                | John Caglione, Jr. i Conor O’Sullivan                                                 | Ne       |
| Oscari                                                               | Najbolje miksanje zvuka                        | Lora Hirschberg, Gary Rizzo i Ed Novick                                               | Ne       |
| Oscari                                                               | Najbolji sporedni glumac                       | Heath Ledger                                                                          | Da       |
| Oscari                                                               | Najbolji vizualni efekti                       | Nick Davis, Chris Corbould, Tim Webber i Paul Franklin                                | Ne       |
| Udruženje televizijskih, radijskih i internetskih filmskih kritičara | Najbolji akcijski film                         | Najbolji akcijski film                                                                | Da       |
| Udruženje televizijskih, radijskih i internetskih filmskih kritičara | Najbolji film                                  | Najbolji film                                                                         | Ne       |
| Udruženje televizijskih, radijskih i internetskih filmskih kritičara | Najbolji glumački ansambl                      | Bale, Caine, Ledger, Eckhart, Oldman, Gyllenhaal i Freeman                            | Ne       |
| Udruženje televizijskih, radijskih i internetskih filmskih kritičara | Najbolji redatelj                              | Christopher Nolan                                                                     | Ne       |
| Udruženje televizijskih, radijskih i internetskih filmskih kritičara | Najbolji skladatelj                            | James Newton Howard i Hans Zimmer                                                     | Ne       |
| Udruženje televizijskih, radijskih i internetskih filmskih kritičara | Najbolji sporedni glumac                       | Heath Ledger                                                                          | Da       |
| Zlatni foršpan                                                       | Najbolji akcijski foršpan                      | Najbolji akcijski foršpan                                                             | Da       |
| Zlatni foršpan                                                       | Najbolji ljetni poster za blockbuster          |                                                                                       | Da       |
| Zlatni foršpan                                                       | Najbolji filmski naslovi/grafika               | Najbolji filmski naslovi/grafika                                                      | Ne       |
| Zlatni foršpan                                                       | Poster "Batman Teaser"                         |                                                                                       | Ne       |
| Zlatni globusi                                                       | Najbolji sporedni glumac                       | Heath Ledger                                                                          | Da       |

| Nagrada                              | Kategorija                                                           | Pobjednik/Nominirani | Rezultat |
| ------------------------------------ | -------------------------------------------------------------------- | --- | -------- |
| Američki filmski montažeri           | Najbolje montirani dugometražni film - drama                         | Lee Smith | Ne       |
| Američko društvo filmskih snimatelja | Posebna nagrada za filmsko izdanje                                   | Wally Pfister | Ne       |
| Ceh američkih glumaca                | Najbolji kaskaderski ansambl                                         | Najbolji kaskaderski ansambl                                                                                             | Da       |
| Ceh američkih glumaca                | Najbolji sporedni glumac                                             | Heath Ledger | Da       |
| Ceh američkih kostimografa           | Izvrsnost u fantastičnom filmu                                       | Lindy Hemming | Da       |
| Ceh američkih montažera zvuka        | Najbolja montaža zvuka: dijalog i ADR u dugometražnom filmu          | Richard King, Hugo Weng, Linda Folk i Michael Magill                                                                     | Ne       |
| Ceh američkih montažera zvuka        | Najbolja montaža zvuka: glazba u dugometražnom filmu                 | Alex Gibson i Daniel Pinder                                                                                              | Da       |
| Ceh američkih montažera zvuka        | Najbolja montaža zvuka: zvučni efekti i folija u dugometražnom filmu | Richard King, Christopher Flick, John Roesch, Alyson Dee Moore, Michael W. Mitchell, Hamilton Sterling i Michael Babcock | Da       |
| Ceh američkih producenata            | Filmski producent godine                                             | Christopher Nolan, Charles Roven, Emma Thomas                                                                            | Ne       |
| Ceh američkih redatelja              | Najbolja režija dugometražnog filma                                  | Christopher Nolan | Ne       |
| Ceh američkih scenarista             | Najbolji adaptirani scenarij                                         | Jonathan Nolan i Christopher Nolan prema priči Christophera Nolana i Davida S. Goyera                                    | Ne       |
| Ceh američkih scenografa             | Izvrsnost u scenografiji, fantastični filmovi                        | Nathan Crowley | Da       |
| Društvo filmskih snimatelja zvuka    | Najbolje miksanje zvuka                                              | Ed Novick, Lora Hirschberg, Gary A. Rizzo                                                                                | Ne       |
| Društvo za vizualne efekte           | Najbolje osmišljeni okoliš u dugometražnom filmu                     | Peter Bebb, David Vickery, Philippe Leprince, Andrew Lockley                                                             | Da       |
| Društvo za vizualne efekte           | Najbolji modeli i minijature u dugometražnom filmu                   | Ian Hunter, Forest Fischer, Branden Seifert, Adam Gelbart                                                                | Da       |
| Društvo za vizualne efekte           | Najbolji specijalni efekti u dugometražnom filmu                     | Chris Corbould, Peter Notley, Ian Lowe                                                                                   | Da       |

| Nagrada                                         | Kategorija                                             | Pobjednik/Nominirani                                       | Rezultat |
| ----------------------------------------------- | ------------------------------------------------------ | ---------------------------------------------------------- | -------- |
| Društvo filmskih kritičara Bostona              | Najbolji sporedni glumac                               | Heath Ledger                                               | Da       |
| Društvo filmskih kritičara Las Vegasa           | Najbolji sporedni glumac                               | Heath Ledger                                               | Da       |
| Društvo filmskih kritičara Phoenixa             | Najbolja scenografija                                  | Nathan Crowley                                             | Da       |
| Društvo filmskih kritičara Phoenixa             | Najbolje kaskaderske scene                             |                                                            | Da       |
| Društvo filmskih kritičara Phoenixa             | Najbolji sporedni glumac                               | Heath Ledger                                               | Da       |
| Društvo filmskih kritičara Phoenixa             | Najbolji vizualni efekti                               | Nick Davis, Chris Corbould, Tim Webber, Paul Franklin      | Da       |
| Društvo filmskih kritičara Phoenixa             | Top 10 filmova godine                                  |                                                            | Da       |
| Društvo filmskih kritičara San Diega            | Najbolji film                                          | Najbolji film                                              | Ne       |
| Društvo filmskih kritičara San Diega            | Najbolji sporedni glumac                               | Heath Ledger                                               | Da       |
| Društvo internetskih filmskih kritičara         | Najbolja fotografija                                   | Wally Pfister                                              | Da       |
| Društvo internetskih filmskih kritičara         | Najbolja glazba                                        | James Newton Howard i Hans Zimmer                          | Da       |
| Društvo internetskih filmskih kritičara         | Najbolja montaža                                       | Lee Smith                                                  | Ne       |
| Društvo internetskih filmskih kritičara         | Najbolji adaptirani scenarij                           | Christopher Nolan i Jonathan Nolan                         | Ne       |
| Društvo internetskih filmskih kritičara         | Najbolji film                                          |                                                            | Ne       |
| Društvo internetskih filmskih kritičara         | Najbolji redatelj                                      | Christopher Nolan                                          | Da       |
| Društvo internetskih filmskih kritičara         | Najbolji sporedni glumac                               | Heath Ledger                                               | Da       |
| Krug filmskih kritičara Floride                 | Najbolja fotografija                                   | Wally Pfister                                              | Da       |
| Krug filmskih kritičara Floride                 | Najbolji sporedni glumac                               | Heath Ledger                                               | Da       |
| Krug filmskih kritičara Londona                 | Glumac godine                                          | Heath Ledger                                               | Ne       |
| Krug filmskih kritičara San Francisca           | Najbolja fotografija                                   | Wally Pfister                                              | Da       |
| Krug filmskih kritičara San Francisca           | Najbolji sporedni glumac                               | Heath Ledger                                               | Da       |
| Krug filmskih kritičara Vancouvera              | Najbolji sporedni glumac                               | Heath Ledger                                               | Da       |
| Savez žena filmskih novinara                    | Najbolji sporedni glumac                               | Heath Ledger                                               | Da       |
| Udruženje afroameričkih kritičara               | Najbolji film                                          | Najbolji film                                              | Da       |
| Udruženje afroameričkih kritičara               | Najbolji sporedni glumac                               | Heath Ledger                                               | Da       |
| Udruženje filmskih kritičara Austina            | Najbolja originalna glazba                             | James Newton Howard i Hans Zimmer                          | Da       |
| Udruženje filmskih kritičara Austina            | Najbolji adaptirani scenarij                           | Christopher Nolan i Jonathan Nolan                         | Da       |
| Udruženje filmskih kritičara Austina            | Najbolji film                                          |                                                            | Da       |
| Udruženje filmskih kritičara Austina            | Najbolji redatelj                                      | Christopher Nolan                                          | Da       |
| Udruženje filmskih kritičara Austina            | Najbolji sporedni glumac                               | Heath Ledger                                               | Da       |
| Udruženje filmskih kritičara Chicaga            | Najbolja fotografija                                   | Wally Pfister                                              | Da       |
| Udruženje filmskih kritičara Chicaga            | Najbolja originalna glazba                             | James Newton Howard i Hans Zimmer                          | Ne       |
| Udruženje filmskih kritičara Chicaga            | Najbolji adaptirani scenarij                           | Christopher Nolan i Jonathan Nolan                         | Ne       |
| Udruženje filmskih kritičara Chicaga            | Najbolji film                                          |                                                            | Ne       |
| Udruženje filmskih kritičara Chicaga            | Najbolji redatelj                                      | Christopher Nolan                                          | Ne       |
| Udruženje filmskih kritičara Chicaga            | Najbolji sporedni glumac                               | Heath Ledger                                               | Da       |
| Udruženje filmskih kritičara Dallas-Fort Wortha | Najbolja fotografija                                   | Wally Pfister                                              | Da       |
| Udruženje filmskih kritičara Dallas-Fort Wortha | Najbolji redatelj                                      | Christopher Nolan                                          | Ne       |
| Udruženje filmskih kritičara Dallas-Fort Wortha | Najbolji sporedni glumac                               | Heath Ledger                                               | Da       |
| Udruženje filmskih kritičara Dallas-Fort Wortha | Top 10 filmova godine                                  |                                                            | Da       |
| Udruženje filmskih kritičara Detroita           | Najbolji film                                          | Najbolji film                                              | Ne       |
| Udruženje filmskih kritičara Detroita           | Najbolji redatelj                                      | Christopher Nolan                                          | Ne       |
| Udruženje filmskih kritičara Detroita           | Najbolji sporedni glumac                               | Heath Ledger                                               | Da       |
| Udruženje filmskih kritičara Houstona           | Najbolji sporedni glumac                               | Heath Ledger                                               | Da       |
| Udruženje filmskih kritičara Iowe               | Najbolji sporedni glumac                               | Heath Ledger                                               | Da       |
| Udruženje filmskih kritičara Jugoistoka         | Najbolji sporedni glumac                               | Heath Ledger                                               | Da       |
| Udruženje filmskih kritičara Jugoistoka         | Top 10 filmova godine (#4)                             |                                                            | Da       |
| Udruženje filmskih kritičara Kansas Cityja      | Najbolji fantastični ili horor film                    | Najbolji fantastični ili horor film                        | Da       |
| Udruženje filmskih kritičara Kansas Cityja      | Najbolji sporedni glumac                               | Heath Ledger                                               | Da       |
| Udruženje filmskih kritičara Los Angelesa       | Najbolja scenografija                                  | Nathan Crowley                                             | Ne       |
| Udruženje filmskih kritičara Los Angelesa       | Najbolji film                                          |                                                            | Ne       |
| Udruženje filmskih kritičara Los Angelesa       | Najbolji redatelj                                      | Christopher Nolan                                          | Ne       |
| Udruženje filmskih kritičara Los Angelesa       | Najbolji sporedni glumac                               | Heath Ledger                                               | Da       |
| Udruženje filmskih kritičara Oklahome           | Najbolji sporedni glumac                               | Heath Ledger                                               | Da       |
| Udruženje filmskih kritičara Oklahome           | Top 10 filmova godine                                  |                                                            | Da       |
| Udruženje filmskih kritičara Središnjeg Ohija   | Najbolja fotografija                                   | Wally Pfister                                              | Da       |
| Udruženje filmskih kritičara Središnjeg Ohija   | Najbolji glumački ansambl                              | Bale, Ledger, Eckhart, Oldman, Caine, Gyllenhaal i Freeman | Da       |
| Udruženje filmskih kritičara Središnjeg Ohija   | Najbolji sporedni glumac                               | Heath Ledger                                               | Da       |
| Udruženje filmskih kritičara Središnjeg Ohija   | Top 10 filmova godine                                  |                                                            | Da       |
| Udruženje filmskih kritičara St. Louisa         | Najbolja fotografija                                   | Wally Pfister                                              | Da       |
| Udruženje filmskih kritičara St. Louisa         | Najbolja glazba                                        | James Newton Howard i Hans Zimmer                          | Da       |
| Udruženje filmskih kritičara St. Louisa         | Najbolji film                                          |                                                            | Da       |
| Udruženje filmskih kritičara St. Louisa         | Najbolji redatelj                                      | Christopher Nolan                                          | Da       |
| Udruženje filmskih kritičara St. Louisa         | Najbolji sporedni glumac                               | Heath Ledger                                               | Ne       |
| Udruženje filmskih kritičara St. Louisa         | Najbolji vizualni efekti                               | Nick Davis, Chris Corbould, Tim Webber, Paul Franklin      | Ne       |
| Udruženje filmskih kritičara Toronta            | Najbolji sporedni glumac                               | Heath Ledger                                               | Da       |
| Udruženje filmskih kritičara Utaha              | Najbolji film                                          | Najbolji film                                              | Da       |
| Udruženje filmskih kritičara Utaha              | Najbolji redatelj                                      | Christopher Nolan                                          | Ne       |
| Udruženje filmskih kritičara Utaha              | Najbolji sporedni glumac                               | Heath Ledger                                               | Da       |
| Udruženje filmskih kritičara Washingtona        | Najbolji sporedni glumac                               | Heath Ledger                                               | Da       |
| Udruženje internetskih kritičara New Yorka      | Najbolji sporedni glumac                               | Heath Ledger                                               | Da       |
| Udruženje međunarodnih kritičara filmske glazbe | Filmska glazba godine                                  | James Newton Howard i Hans Zimmer                          | Ne       |
| Udruženje međunarodnih kritičara filmske glazbe | Najbolja originalna glazba za akcijski/pustolovni film | James Newton Howard i Hans Zimmer                          | Ne       |

## Vanjske poveznice
- Službena stranica
- Vitez tame u internetskoj bazi filmova IMDb-a
- Vitez tame na Box Office Mojo
- Vitez tame na Rotten Tomatoes